# Microdrive

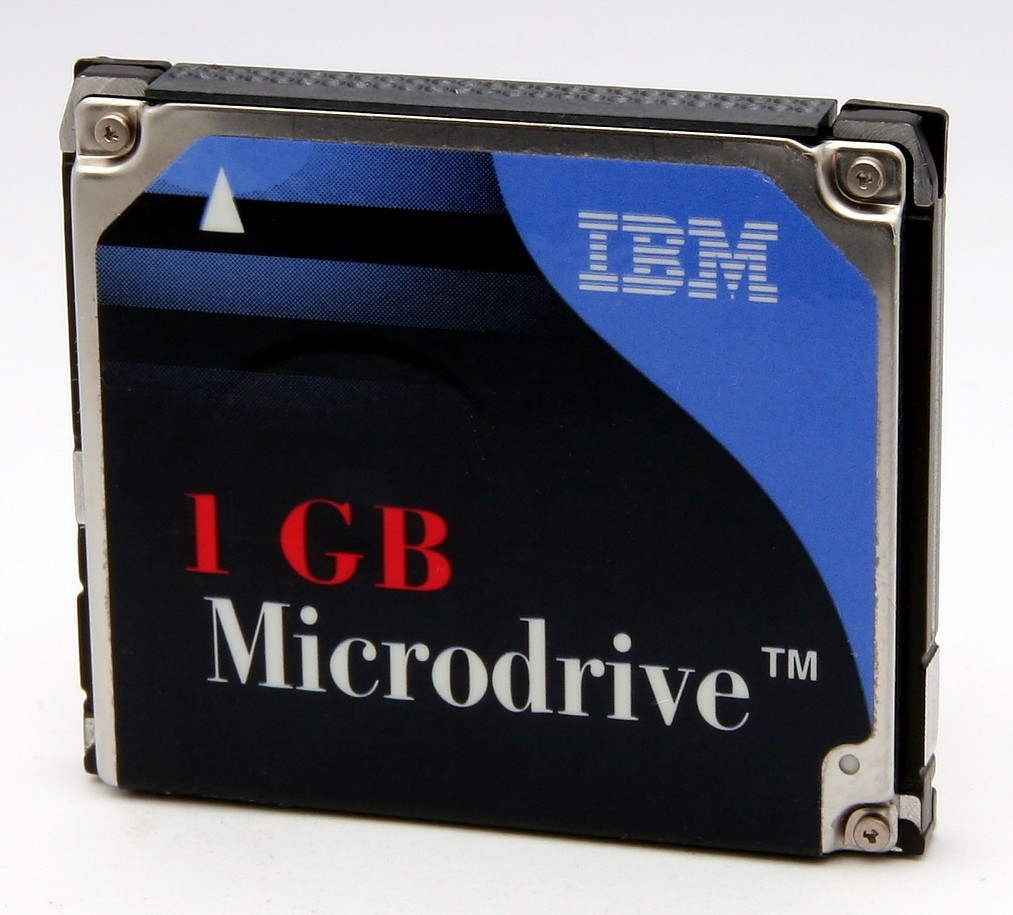
IBM Microdrive de 1 GB.

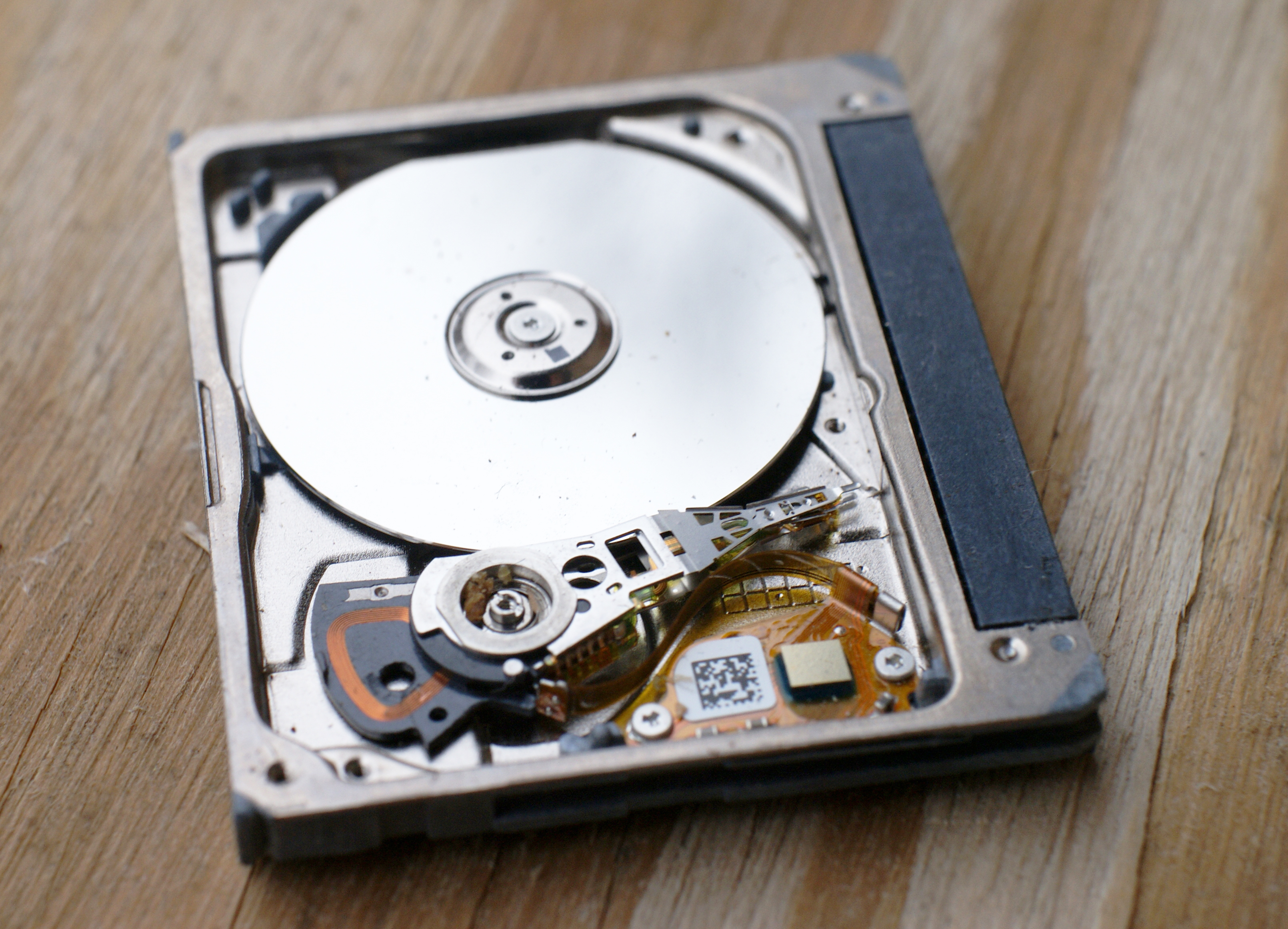
El interior de la unidad de disco duro de 1 pulgada Seagate ST1 Micro.

Microdrive es un medio de almacenamiento de datos basado en la tecnología de disco duro de 1" (42,8 × 36,4 × 5,0 mm, 16g) desarrollado por IBM e Hitachi (Hitachi Global Storage Technologies).
El Microdrive es en realidad un disco duro de una pulgada que suele ser empaquetado y habilitado con interfaces CompactFlash o IDE/ATA según el uso al que se desee destinar la unidad.
Normalmente, es usado en las tarjetas CompactFlash de tipo 2. La única diferencia entre éstas y las de tipo 1, es que son ligeramente más gruesas (5 mm) mientras las de tipo 1 con de tan solo 3,5 mm
Inicialmente, IBM fue la única compañía en fabricar este tipo de dispositivos, pero existieron el Sony Microdrive y algunos modelos por parte de Seagate.
Los dispositivos microdrive al principio tenían una capacidad de almacenamiento muy superior a la de la mayoría de dispositivos basados en la tecnología flash (unos 8 GB), por lo que tenían que ser formateados en algún sistema de archivos que soporte estos tamaños.
Uno de sus puntos negativos es que estos sistemas son más sensibles a las vibraciones que cualquier dispositivo en estado sólido, puesto que disponen de un gran número de componentes mecánicos y tienen un mayor consumo, lo que hace que no funcionen en algunos dispositivos de bajo consumo que no proporcionan la energía suficiente. Por último, también cabe decir que sus tiempos de acceso (seek time) son peores.
Estos dispositivos fueron usados en la fotografía profesional, antes de que las tarjetas de memoria de estado sólido alcanzaran las capacidades de los mismos y se abarataran, ya que tenían mayores capacidades y/o mejor precio por capacidad que las memorias en estado sólido en los primeros tiempos. También se usaron en otros dispositivos compactos que necesitaban alta capacidad de almacenaje, como algunos reproductores de música portátiles.
Este tipo de discos duros fueron usados en la gama iPod Mini, de Apple, fabricados por Hitachi o Seagate, entre otros. Se utilizaron dado el menor tamaño y coste respecto a un disco convencional. Su uso en la línea iPod fue de 2004 a 2005.